# Batovac
Batovac (en serbe cyrillique : Батовац) est un village de Serbie situé sur le territoire de la ville de Požarevac, district de Braničevo. Au recensement de 2011, il comptait 539 habitants.

## Démographie

### Évolution historique de la population
| 1948 | 1953  | 1961  | 1971 | 1981 | 1991 | 2002 | 2011 |
| ---- | ----- | ----- | ---- | ---- | ---- | ---- | ---- |
| 989  | 1 005 | 1 028 | 958  | 951  | 920  | 596  | 539  |

|  |